# エコーはがき
エコーはがきとは、日本郵便株式会社がかつて発行していたはがき（通常はがき）の一種である。

## 概要
エコーはがきは、通常はがきの下部スペースの一部（3分の1以内）をスポンサー（広告主）の提供する広告に当て、通常はがきの売価が1枚63円のところを、広告を掲載することで5円分を差し引いた1枚58円で販売された。また、「エコーはがき（58円）」に地球環境保全のための寄付金（3円）が付加される「グリーンエコー」はがきも発売されることがあった。
名称には、広告の内容が「山びこ（エコー）」のように利用者（送り手、受け手）双方に伝わるという意味合いや、売価が5円安いことから、「エコノミー（経済性に優れた）」という意味合いも込められている。
実際のエコーはがきの発行はスポンサーが決まってからとなり、また地域や数量が限定されることや、売価が5円（グリーンエコーは2円）安いことから一部に大量購入するヘビーユーザー（主に懸賞などの応募用や雑誌の投稿欄・視聴者・リスナー参加型放送番組への投稿用が考えられる。実際、1980年代後半に郵政省が実施したエコーはがきの利用目的について尋ねた一般アンケートでは「クイズやリクエストの応募に使う」という回答が63.1パーセント（複数回答）を占めた）、さらに収集家（コレクター）も存在することなどから、発売日当日に品切れになることが多く、通常の普通はがきのように郵便局でいつでも購入できるとは限らない欠点もあった。

## 利用（広告）の条件
- 対象 - 通常はがき、並びにお年玉付郵便はがき、夏のおたより郵便葉書などのくじ付きはがき
- 発行枚数 - 全国版の場合は700万枚以上、準全国版（複数の都道府県や地域にまたがって発行するもの）は300万枚以上、地方版（都道府県単位）は5万枚以上から受け付ける。ただし、くじ付きの場合は、全国版2000万枚以上、準全国版700万枚以上、地方版100万枚以上となる。
- 広告スペース - はがき下段の3分の1以内（くじ付きの場合はくじの部分を含めて3分の1以内とする）。

初期には東京証券取引所一部上場クラスの大手有名企業による全国版も多かったが、1990年代以後のいわゆるバブル崩壊後は、ほとんどが広告主の所在する周辺地域で発売される、最小ロット5万枚の地方版であり、入手難に拍車をかけている（特に沖縄県では2004年度は全く発売されず、2005年度の販売もなかった）。
スポンサーは主に地方自治体関係が多く、国営時代には郵便貯金や簡易保険といった身内の広告で発売したこともあった。その他では、私立大学、公益法人、地域の中小企業など。大手企業では2005年度（平成17年度）の実績では、東京ディズニーランドなどを経営するオリエンタルランドもあるが、施設周辺の浦安市、船橋市、市川市で最小の5万枚の発行に留まる。

## 略歴
- 1981年（昭和56年）7月7日 ： 全国版2種の発売が第一号。当初は「エコーはがき」という名称はなく、「広告つき葉書」として発売された。
- 上記第一号の広告はがきの販売後、愛称が公募され「エコーはがき」に決定。
- 1981年（昭和56年）10月1日 ： 地方版の発行開始[2]。
- 1988年（昭和63年）4月 ： 地方版の報道発表が郵政本省から各地方郵政局へ移行する[2]。
- 1988年（昭和63年）11月 ： 地方版の最小ロットが10万枚から5万枚に変更される[2]。
- 1992年（平成4年）9月 ： グリーンエコーの発行開始[2]。
- 2017年（平成29年）6月1日 ： 通常はがきの価格が52円から62円へ値上げされたことに伴い、エコーはがきの価格もまた47円から57円へ値上がりする。
- 2019年（令和元年）10月1日 ： 消費税が8%から10%に引き上げられたため、通常はがきの価格が62円から63円へ値上げされ、それに伴いエコーはがきの価格もまた57円から58円へ値上がりする。
- 2023年（令和5年）12月29日 ： エコーはがき（通常はがき）の新規受付を終了[3]。
- 2024年（令和6年）9月30日 ： エコーはがき（通常はがき）の販売を終了。